# Antonio Pietropaolo
Antonio Pietropaolo, noto anche con lo pseudonimo di Luciano (Briatico, 24 febbraio 1899 – Milano, 1º gennaio 1965), è stato un anarchico e partigiano italiano.

## Biografia
Di origine calabrese, ma presto trasferitosi a Milano, si avvicina giovanissimo al movimento anarchico.
Fu tra i 19 arrestati dopo l'attentato al Kursaal Diana del 23 marzo 1921 che provocò 20 morti. Condannato a una lunga pena detentiva uscì dal carcere nel 1932 grazie a un'amnistia. Dopo due anni di libertà vigilata a Vibo Valentia fece ritorno a Milano.
Alla fine del 1943 si ritrova, sfollato, a Santa Cristina, nel Pavese, dove lavora come direttore commerciale alle Officine Guidetti, una fabbrica di motori e gruppi elettrogeni.
Deciso a combattere contro i nazifascisti, con il nome di battaglia di Luciano, raccoglie attorno a sé un gruppo di militanti delle Officine Guidetti e crea un Comitato di agitazione antifascista − assieme a Sinogrante Castiglioni, Prospero Saracchi, Bruno Passoni e Luigi Discacciati − che costituirà l'ossatura della II Brigata partigiana anarchica Errico Malatesta (facente parte delle Brigate Bruzzi Malatesta).
La Brigata Malatesta estende rapidamente il proprio raggio d'azione da Santa Cristina e Bissone a Corteolona, Inverno e Monteleone e Bissone; più tardi nuclei armati si costituiranno anche a Mede e Lomello. Alla Brigata − che pubblica un suo giornale clandestino, intitolato prima Unione e poi ribattezzato Rivoluzione − si unisce anche un gruppo di soldati slovacchi che disertano dai reparti del governo collaborazionista di Jozef Tiso.
I partigiani garibaldini, legati al Partito comunista, premono per inglobare nelle loro file la Brigata Malatesta; gli anarchici decidono invece di aderire alla Brigata Matteotti di matrice socialista, ingresso formalizzato in un convegno clandestino nell'estate del '44. L'intesa viene poi sancita dal patto tra Sandro Pertini e il dirigente anarchico Mario Orazio Perelli.
Il 2 marzo 1945 Pietropaolo viene arrestato dalle SS naziste e tradotto nel carcere di San Vittore, a Milano, dove viene torturato. Uscirà solo alla Liberazione.
Dopo la liberazione insieme ad altri compagni (Mario Perelli e Germinal Concordia Michele) si distacca dalla F.A.I.e dà vita alla Federazione Libertaria Italiana (FLI) il cui organo di stampa, l'Internazionale, lo vede assiduo collaboratore: si batte con vigore nel referendum per la repubblica. Nel 1947 a seguito dell'estromissione delle sinistre dal governo e della scissione socialdemocratica di Saragat, la FLI va in crisi: alcuni (Mario Perelli, Carlo Andreoni) entrano nel PSLI, Pietropaolo si ritira dall'attività politica militante. Pur restando fondamentalmente anarchico, si pone vicino all'area socialista ed è sensibile al problema dell'unità di tutte le sinistre. Nel 1956 a seguito della rivolta ungherese, temendo la restaurazione di un regime clericofascista, pur dopo qualche esitazione, approva l'intervento sovietico.
Muore a Milano il 1º gennaio 1965